# Paszowice
Paszowice (niem. Poischwitz) – wieś w Polsce położona w województwie dolnośląskim, w powiecie jaworskim, w gminie Paszowice.

## Podział administracyjny
W latach 1975–1998 miejscowość administracyjnie należała do województwa legnickiego. Miejscowość jest siedzibą gminy Paszowice.

## Położenie
Miejscowość położona jest na Przedgórzu Sudeckim, a dokładniej w Obniżeniu Podsudeckim, nad potokiem Paszówką.

## Demografia
Jest największą miejscowością gminy Paszowice. Według Narodowego Spisu Powszechnego posiadała 1351 mieszkańców (III 2011 r.).

## Nazwa
Istnieją dwie alternatywne wersje pochodzenia nazwy miejscowości. Pierwsza wskazuje na nazwę patronimiczną pochodzącą od imienia Paszko należącego do właściciela lub założyciela wsi, do której dodano słowiańską końcówką wice. Oznacza ona literalnie Wieś Paszki. 
Druga wywodzi ją od polskiej nazwy pasza, czyli pożywienia przeznaczonego dla zwierząt hodowlanych. Obie wersje przytacza Otto Koischwitz w swojej książce o ziemi jaworskiej wymieniając obok wersji niemieckiej Poischwitz również nazwę Paschkowice. Heinrich Adamy w swoim dziele o nazwach miejscowości na Śląsku wydanym w 1888 roku we Wrocławiu wymienia pierwotną nazwę jako Paschkowice podając jej znaczenie Futterplatz, Weideplatz, czyli tłumacząc na język polski „miejsce paszy, pastwiska”. Nazwa została później fonetycznie zgermanizowana na Poischwitz i utraciła swoje pierwotne znaczenie.

## Historia
Pierwsza wzmianka o miejscowości pochodzi ze średniowiecznego dokumentu z 1288 roku, gdzie wymieniona jest jako Paschowicz.
W 1295 w kronice łacińskiej Liber fundationis episcopatus Vratislaviensis (pol. Księga uposażeń biskupstwa wrocławskiego) miejscowość wymieniona jest jako Passowitz.

## Zabytki
Do wojewódzkiego rejestru zabytków wpisane są obiekty:
- kościół par. pw. Świętej Trójcy, z XIII w., przebudowany w XIV i XVII w.
- cmentarz przykościelny
- kościół ewangelicki, obecnie rzym.-kat. par. pw. Świętej Trójcy, z 1784 r., przebudowany w 1910 w.
- plebania, z drugiej poł. XVIII w., przebudowana w XX w.
- cmentarz parafialny, z 1895 r.
- wieża widokowa na wzniesieniu „Bazaltowa Góra”, z 1906 r.